# Legaria
Legaria es un municipio español de la Comunidad Foral de Navarra, situado en la Merindad de Estella, en la comarca de Estella Oriental y a 61 km de la capital de la comunidad, Pamplona. Su población en 2024 fue de 119 habitantes (INE).

## Geografía
La localidad de Legaria está situada en la parte occidental de la Comunidad Foral de Navarra dentro de la Zona Media de Navarra o Navarra Media y la comarca geográfica de Tierra Estella, el Valle del Ega, comúnmente denominado Valdega; y a una altitud 512 m s. n. m. Su término municipal tiene una superficie de 4,92 km² y limita al norte con el municipio de Ancín, al este con el de Oco, al sur con el de Etayo y al oeste con el de Piedramillera.
.

## Historia
Antiguo lugar de señorío nobiliario hasta que su titular, Sancho Pérez de Lodosa lo permutó al rey Teobaldo II (1266) por diversas heredades en Funes y Peralta. Debía entonces una pecha anual de 1000 sueldos. Fue donado por los reyes de Navarra Catalina I y Juan III al mariscal Pedro de Navarra (1511) por los servicios prestados durante la Guerra Civil de Navarra. Los monasterios de Irache y Leire poseyeron desde el siglo XII heredades en su término. En 1846 el valle de Ega desapareció como unidad administrativa, y Legaria quedó como ayuntamiento enteramente separado. En 1847 tenía escuela, dotada con cien robos de trigo al año; el abad de la parroquia era de provisión del pueblo y había además dos beneficiados; no contaba con más caminos que los que se dirigían a los pueblos limítrofes. A comienzos del siglo XX se formó una Caja rural y, en 1920 un molino de aceite.

## Demografía
Legaria cuenta con una población de 119 habitantes (INE 2024).
| Gráfica de evolución demográfica de Legaria entre 1842 y 2021 |
| |
| Población de derecho según los censos de población del INE Población de hecho según los censos de población del INEEn este censo se denominaba Legaria y Granja de Imaz: 1842 |

La evolución demográfica del municipio de Legaria está marcada por el brusco descenso de población que se dio en los años 1950, 60 y 70, similar a la que se produjo en aquella época en la mayor parte de los pueblos de España, donde se dio una emigración masiva a las medianas y grandes ciudades, y en algunos de los cuales, desgraciadamente, siguió un lento proceso de despoblación. Hoy en día, este riesgo persiste en algunos pequeños municipios, como puede ser el caso de Legaria, donde se da el fenómeno de la población envejecida, muy bajo índice de natalidad y muy pocas posibilidades de trabajo.

## Símbolos
El escudo de armas del lugar de Legaria tiene el siguiente blasón:

Cortado: 1.º gules y una estrella de 6 puntas de oro. 2.º de gules y cinco cruces en sotuer de oro..

La estrella de 6 puntas la usan todos los pueblos del valle del Ega o Valdega, mientras que las cruces son las armas propias del palacio de armería de la localidad.

## Administración y política

### Gobierno municipal
Legaria conforma un municipio el cual está gobernado por un ayuntamiento de gestión democrática desde 1979, formado por 5 miembros elegidos en las elecciones municipales según está dispuesto en la Ley Orgánica del Régimen Electoral General. La sede del consistorio está situada en la plaza San Martín, s/n de la localidad de Legaria.
| Mandato    | Nombre del alcalde              | Partido político |
| ---------- | ------------------------------- | ---------------- |
| 1979-1983  |                                 |                  |
| 1983-1987  |                                 |                  |
| 1987-1991  |                                 |                  |
| 1991-1995  |                                 |                  |
| 1995-1999  |                                 |                  |
| 1999-2003  |                                 |                  |
| 2003-2007  |                                 |                  |
| 2007-2011  | José Javier Echeverría Martínez | CIL              |
| 2011-2015  | José Javier Echeverría Martínez | CIL              |
| 2015-2019  | José Javier Echeverría Martínez | CIL              |
| 2019-2023. | José Javier Echeverría Martínez | CIL              |
| 2023-act.  | Julián Echeverría Garín         | CIL              |

### Organización territorial
Legaria consta de 4 barrios:
- Barrio de San Martín: situado en los alrededores de la iglesia del mismo nombre (suroeste del municipio).
- Barrio de El Río: situado al noroeste, tomando el nombre de la subida hacia el pueblo desde el río Ega.
- Barrio de El Monte: situado en el sureste de la localidad, al abrigo de lo que en otro tiempo fue un bosque de encinas, y hoy tierra de labrantío.
- Barrio de La Rochapea: situado al noreste, y sobre una terraza encima del río Ega.

## Cultura

### Patrimonio

#### Monumentos religiosos
- Iglesia de San Martín de Legaria: edificio construido a mediados del siglo XVI en estilo gótico-renacentista, aprovechando restos de otra fábrica medieval. Las obras se habían comenzado para el año 1541 por el cantero Gaspar de Buitrón, con el que trabajaron años más tarde otros canteros como Domingo y Juanes de Legarra que reciben pagos hasta 1558. El enlosado corrió a cargo de Juan de Lenderrain en 1592, año en que se habría concluido toda la fábrica. En planta, forma un rectángulo con pequeña cabecera recta correspondiente a la iglesia medieval, cubiertas respectivamente con bóvedas de terceletes y medio cañón apuntado. El coro se alza a los pies y la sacristía data de fines del siglo XVII. En el exterior son visibles los sillares medievales y los contrafuertes que articulan los muros, destacando un pórtico realizado en torno a 1718 por el cantero Juan Bautista Beruete. Sobre el muro de los pies se levanta una espadaña de piedra que construyó el cantero Pedro de Gavilondo entre 1742 y 1744, bajo la dirección del veedor de obras del obispado Juan Antonio San Juan. La cabecera medieval está ocupada por el retablo mayor de estilo romanista, obra del entallador de Viana, Diego Jiménez y del escultor Bernal de Gabadi de la última década del siglo XVI. Su traza se compone de banco, dos cuerpos y otro tercero a modo de ático, el primero de los cuales se articula por columnas con la totalidad del fuste decorado por motivos vegetales y niños desnudos. Su iconografía es variada y representa escenas de la Pasión, vidas del titular y de la Virgen y diversas tallas de santos, realizado todo en estilo romanista. La policromía es la original y se debe al pintor Bartolomé Díaz de Uterga, que la realizó en torno a 1640 aunque también aparece la firma de otro policromador. Los retablos colaterales del Corazón de Jesús y la Virgen del Rosario son barrocos, articulados por columnas salomónicas revestidas de vegetación, se deben al maestro estellés Vicente López Frías que los debió trabajar en los años finales del siglo XVII. Albergan esculturas de diversas épocas y cronologías, entre las que sobresalen los restos de un retablo romanista desaparecido. El dorado de ambos colaterales se concertó con José García en 1705. Barroco es también el portavoz del púlpito, labrado por el escultor estellés Lucas de Mena en torno a 1722. Entre las piezas de platería destaca el ostensorio barroco, obra del artista pamplonés José Martínez de Bujanda de hacia 1702.

- Ermita dedicada a la Virgen de Belén: En el Museo Diocesano de Pamplona se conserva un retablo de piedra procedente de la ermita de Nuestra Señora de Belén que pertenece al segundo tercio del siglo XVI y se encuentra cerca del estilo de los maestros de la dinastía Gumet, establecidos en Los Arcos.

#### Monumentos civiles
- Palacio: La localidad contó con un palacio que aparece descrito en la Nómina oficial del Reino como «de cabo de armería». Su señor, Diego de Legaria, figuraba ya en 1531 entre los caballeros remisionados de la merindad, según el rolde del tesorero mosén Luis Sánchez. El linaje era muy antiguo, Miguel Périz de Legaria era alcaide de Monjardin en 1275. Juan Matías de Hita solicitó rebate de cuarteles por este noble solar en 1694. El mismo palaciano seguía como tal en 1723. Nuevo rebate pidió su hijo Francisco Lorenzo de Hita en 1758. En el siglo XVI el escudo era de gules con cinco cruces treboladas de oro puestas en sotuer.
- El caserío se agrupa sin orden en torno al río Ega y se encuentran algunos edificios barrocos de los siglos XVII y XVIII, cuyas fachadas se ennoblecen con blasones de piedra del mismo estilo uno de los cuales está fechado en 1773 y lleva la leyenda “Soi Ursua de Arrechea”.

### Fiesta y eventos
Entre las fiestas y eventos que tienen lugar en la localidad de Legaria destacan:
- Las fiestas patronales, que tienen lugar el 11 y 12 de noviembre en honor a San Martín de Tours.
- Las fiestas de verano que tienen lugar el segundo fin de semana de agosto.

Además se celebran romerías a las ermitas de San Bartolomé, San Gregorio y Nuestra Señora de Codés y el día de Valdega a principios del mes de junio.